# پیر پارت (لوئیزیانا)
پیر پارت (به انگلیسی: Pierre Part) شهری در ایالت لوئیزیانا کشور ایالات متحده آمریکا است که جمعیت آن در سرشماری سال ۲۰۱۰ میلادی (۱۳۹۰)، ۳٬۱۶۹ نفر بوده‌است.